# Kehra
Kehra je grad u okrugu Harjumaa, sjeverna Estonija. Kehra ima 3.060 stanovnika (1. siječnja 2009.) i obuhvaća 3.83 km 2. Od Tallinna je udaljena 39 km.
Kehra se prvi put spominjen 1241. godine na danskom popisu stanovništva. Stvarni nastanak naselja odnosi se na izgradnju željezničke pruge od Revala (danas Tallinn) do Narva u 19. stoljeću. 1938. je osnovana tvornica papira. Kehra 1945. dobiva status velikog sela (Aleve), a 1993. dobila je gradska prava.
U Kehri se nalazi kolodvor na liniji Elektriraudtee (hrv. električna željeznica).

## Vanjske poveznice
|  | Zajednički poslužitelj ima još gradiva o temi Kehra |